# Mitja Mežnar
Mitja Mežnar (né le 30 juin 1988) est un sauteur à ski slovène participant aux compétitions internationales depuis 2003.

## Palmarès

### Jeux olympiques
| Épreuve / Édition | Vancouver 2010 |
| Grand Tremplin    | 29e            |
| Par Équipes       | 8e             |

### Championnats du monde
| Épreuve / Édition | Épreuve / Édition | Liberec 2009 | Oslo 2011 |
| Petit Tremplin    | Petit Tremplin    | 31e          | 40e       |
| Grand Tremplin    | Grand Tremplin    | 47e          |           |
| Par Équipes       | PT                |              | 6e        |
| Par Équipes       | GT                | 7e           |           |

### Championnats du monde junior
| Épreuve / Édition | Stryn 2004 | Rovaniemi 2005 | Tarvisio 2007 | Zakopane 2008 |
| Individuel        | 22e        | 19e            | 4e            | 13e           |
| Par Équipes       |            | Or             | Or            | 6e            |

### Coupe du monde
- Meilleur classement final : 57e en 2009 et 2011.
- Meilleur résultat : 16e.